# Vänersborgs, Åmåls och Kungälvs valkrets
Vänersborgs, Åmåls och Kungälvs valkrets var från extravalet 1887 till valet 1893 en egen valkrets i andra kammaren med ett mandat. Valkretsen, som omfattade städerna Vänersborg, Åmål och Kungälv, avskaffades i valet 1896 då Vänersborg och Åmål bildade Vänersborgs och Åmåls valkrets medan Kungälv gick till Marstrands, Kungälvs, Alingsås och Ulricehamns valkrets.

## Riksdagsmän
- Mats Zachrison (andra riksmötet 1887–1890)
- Tullius Forsell (1891–1896)